# Trenque Lauquen (pel·lícula)
Trenque Lauquen és una pel·lícula dramàtica argentina escrita, produïda i dirigida per Laura Citarella.
La pel·lícula es va estrenar el 3 de setembre de 2022 en la secció Horitzons de la 79a edició del Festival Internacional de Cinema de Venècia.A més també va ser seleccionada per a participar en la 37a edició del Festival Internacional de Cinema de Mar del Plata, a la Competència Llatinoamericana.
Trenque Lauquen va ser nominada a 4 dels premis que lliura la Societat Internacional de Cinèfils el lliurament de distincions dels quals es va dur a terme el 12 de febrer de 2023. Entre les nominacions que va rebre figuren les de millor pel·lícula, millor director, millor guió original i millor repartiment guanyant tots els premis pels que optava. D'aquesta forma la cinta dirigida per Laura Citarella es va convertir en el segon llargmetratge argentí a guanyar el premi a millor pel·lícula, després que l'aconseguís Zama de Lucrecia Martel en l'edició celebrada en 2019.
Va ser escollida com la millor pel·lícula de l'any 2023 per part de la revista Cahiers du Cinéma.

## Argument
Una dona desapareix. Dos homes surten a la carretera a buscar-la: els dos l'estimen. No saben perquè se'n va anar, s'ho pregunten. Cadascun d'ells té les seves pròpies sospites i les amaguen l'un de l'altre. Misteriosament, però, mai es converteixen realment en rivals. Aquesta fugida sobtada es converteix en el nucli ocult d'una sèrie de ficcions que la pel·lícula teixeix amb delicadesa: el secret del cor d'una altra dona, perdut també, fa molts anys; el secret de la vida d'un poble al camp, regit per un incident sobrenatural que ningú sembla percebre; el secret dels plans, que no cessa d'escampar-se i devorar-lo tot, com les ombres que envaeixen el món després de l'hora del crepuscle.

## Repartiment
- Laura Paredes com Laura
- Ezequiel Pierri com Ezequiel «Chicho»
- Rafael Spregelburd com Rafael
- Cecilia Rainero com Normita
- Juliana Muras com Juliana
- Elisa Carricajo com Elisa Esperanza
- Walter Jakob com Marcio
- Rolando Citarella com Rolo
- Verónica Llinás com Romina
- Rodrigo Paredes com Rodro
- Eugenia Campos Guevara com Patita

## Recepció

### Resposta de la crítica
La pel·lícula va rebre aclamació de la crítica des de la seva estrena a la 79a Mostra Internacional de Cinema de Venècia. En el lloc web de crítica Rotten Tomatoes, la pel·lícula té un índex d'aprovació del 94% basat en 16 crítiques, amb una nota mitjana de 8,9/10. A Metacritic, la pel·lícula té una puntuació mitjana ponderada de 91/100 basada en 4 ressenyes, la qual cosa indica "aclamació universal". Alhora al lloc web Todas Las Críticas, la pel·lícula posseeix una aprovació del 100% amb una puntuació mitjana de 87/100 basat en 9 ressenyes.

## Premis i nominacions
| Premio/Festival de Cinema                         | Data de l'esdeveniment      | Categoria                                      | Nominat                         | Resultat  | Ref.   |
| ------------------------------------------------- | --------------------------- | ---------------------------------------------- | ------------------------------- | --------- | ------ |
| Festival Internacional de Cinema de Mar del Plata | 3 al 13 de novembre de 2022 | Millor pel·lícula Competència Llatinoamericana | Trenque Lauquen                 | Guanyador | [ 10 ] |
| Premi de la Societat Internacional de Cinèfils    | 12 de febrer de 2023        | Millor pel·lícula                              | Trenque Lauquen                 | Guanyador | [ 11 ] |
| Premi de la Societat Internacional de Cinèfils    | 12 de febrer de 2023        | Millor director                                | Laura Citarella                 | Guanyador | [ 11 ] |
| Premi de la Societat Internacional de Cinèfils    | 12 de febrer de 2023        | Millor repartiment                             | Trenque Lauquen                 | Guanyador | [ 11 ] |
| Premi de la Societat Internacional de Cinèfils    | 12 de febrer de 2023        | Millor guió original                           | Laura Citarella i Laura Paredes | Guanyador | [ 11 ] |
| Premis Sur                                        | 26 d'agost de 2024          | Millor actriu                                  | Laura Paredes                   | Guanyador | [ 12 ] |
| Premis Sur                                        | 26 d'agost de 2024          | Millor actor revelació                         | Ezequiel Pierri                 | Nominat   | [ 12 ] |
| Premis Sur                                        | 26 d'agost de 2024          | Millor guió original                           | Laura Citarella i Laura Paredes | Nominat   | [ 12 ] |
| Festival Internacional de Cinema de Sant Sebastià | 24 de setembre de 2022      | Premi Zabaltegi-Tabakalera                     | Trenque Lauquen                 | Nominat   | [ 13 ] |
| Film Fest Gent                                    | 22 d'octubre de 2022        | Grand Prix a la millor pel·lícula              | Trenque Lauquen                 | Nominat   | [ 14 ] |